# Politična ekonomija
Politična ekonomija je veda o tem, kako so povezani ekonomski (npr. trgi in narodne ekonomije) in politični sistemi (npr. pravo, institucije, vlada). Široko preučevani pojavi v okviru področja so sistemi, kot so trgi dela in finančni trgi ter rast, porazdelitev, neenakost in trgovina ter jih oblikujejo institucije, zakoni in vladna politika. Veda izvira iz 16. stoletja in je prednica sodobnega področja ekonomije. Politična ekonomija v svoji sodobni obliki velja za interdisciplinarno področje, ki črpa teorijo s politične znanosti in sodobne ekonomije.
Politična ekonomija izvira iz zahodne moralne filozofije 16. stoletja, iz teoretičnih del, ki so raziskovala upravljanje bogastva držav. "Politična" izhaja iz grške besede politeja, država, in ekonomija iz grške besede oikonomija, upravljanje gospodinjstva. Prva dela s področja politične ekonomije se pripisujejo britanskim učenjakom Adamu Smithu, Thomasu Malthusu in Davidu Ricardu. Dela francoskih fiziokratov Francoisa Quesnaya in Anne-Robert-Jacquesa Turgota so sicer še starejša.
V poznem 19. stoletju je z dvigom matematičnega modeliranja, ki je sovpadlo z izdajo vplivnega učbenika Alfreda Marshalla leta 1890, izraz "ekonomija" postopoma začel zamenjevati izraz "politična ekonomija". William Stanley Jevons, zagovornik uporabe matematičnih metod v ekonomiji, je pred tem predlagal izraz ekonomija zaradi kratkosti, da bi izraz postal "priznano ime znanosti". Danes se izraz "ekonomija" običajno nanaša na ozko področje ekonomije, brez drugih političnih in socialnih obravnavanj, medtem ko izraz "politična ekonomija" predstavlja ločen pristop.
Politična ekonomija je bila prvotno preučevanje pogojev, pod katerimi je organizirana proizvodnja ali potrošnja v nacionalnih državah v okviru določenih parametrov. Politična ekonomija tako obravnava zakonitosti produkcije bogastva na državni ravni, podobno kot se ekonomija ukvarja z urejanjem doma (grško oikos je "dom", nomos pa "red"). Izraz économie politique (slovensko politična ekonomija) se je prvič pojavil leta 1615 v Franciji v znani knjigi Antoina de Montchrétiena Traité de l’economie politique.